# Berounka
Berounka (německy Beraun) je významná česká řeka v západní části republiky (Plzeňský, Středočeský kraj a Praha) a největší levostranný přítok Vltavy. Vzniká v Plzni soutokem Mže a Radbuzy, je dlouhá 139,1 km, s nejdelší zdrojnicí (Radbuza-Úhlava) 252 km. Povodí má rozlohu 8 855,47 km², z čehož se 35,96 km² (29,23 km² Mže a 6,73 km² Úhlava) nachází na území Bavorska. Prameny zdrojnic se nacházejí v pohořích Český les a Šumava. Nejvyšších průtoků dosahuje řeka na jaře. Ústí do Vltavy na území Prahy u Lahovic.

## Pojmenování řeky

### Pojmenování řeky historicky

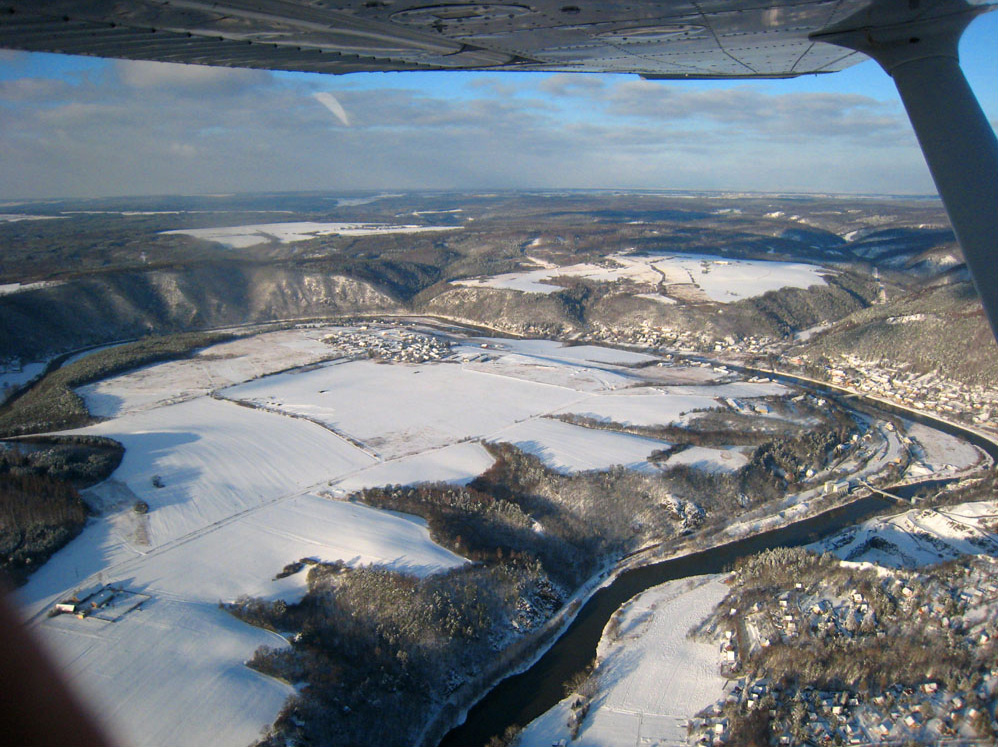
Zákruta Berounky u Zbečna
(řkm 53)

V Crigingerově mapě z r. 1568 se vyskytuje pro spojený tok čtyř řek, které se sbíhají v plzeňské pánvi, jméno Watto nebo Watta (možná záměna s Otavou).
Původně se celý tok řeky nazýval Mže.
Název Berounka je doložen od 17. století, kdy byl úsek řeky na berounském panství nazýván tehdy obvyklým způsobem jako řeka berounských. Podle Ottova slovníku naučného se na konci 17. století začal užívat název Berounka pro dolní tok, poprvé je uváděna plzeňským kronikářem J. Tanerem jako tok za městem Berounem. V 18. století používali někteří autoři název Berounky i pro střední tok od Plzně. Za počátek Berounky byl postupně považován soutok Mže a Rakovnického potoka, později se začátek Berounky posunul na soutok se Střelou a ještě později na soutok s Úslavou. Ottův slovník z roku 1901 přesto ještě uváděl Mži jako řeku ústící do Vltavy.
Dříve se tento název uváděl až po soutoku s Úslavou u kostela sv. Jiří v Doubravce, ale v současnosti je tento název posunut do centra Plzně v sousedství pivovaru po soutoku s Radbuzou. Na název Mže poukazuje také název hradu Nižbor, zkomolený z německého Mies/en/burg, tedy hrad nade Mží. Ten byl vybudován ve 13. století za vlády Přemysla Otakara II.

### Pojmenování řeky vsoučasnosti
V současnosti (2013) podle vodoprávních předpisů začíná Berounka soutokem Mže s Radbuzou v centru Plzně. Její jméno je standardizováno zákonem stanovenou autoritou od toho soutoku až po její zaústění do Vltavy.
Plzeňští zastupitelé z iniciativy historika Jana Anderleho rozhodli 7. září 2006 o přejmenování Berounky na území města zpět na původní název (podle ustanovení zákona o obcích o pojmenovávání veřejných prostranství). Zároveň chtěli jednat s vedením Plzeňského kraje o jejím přejmenování na celém území kraje a o naprostém vymazání Berounky z map. Rozhodnutí však nic nezměnilo na oficiálním názvu a vymezení řeky, jak jsou stanoveny vyhláškou ministerstva zemědělství. V červnu 2011 město Plzeň své usnesení z roku 2006 zrušilo kvůli nepříznivému postoji některých obcí a státních úřadů.
Od roku 2013 nese jméno Berounka i pár rychlíků Českých drah, a.s. jezdících mezi Prahou a Plzní.

## Průběh toku

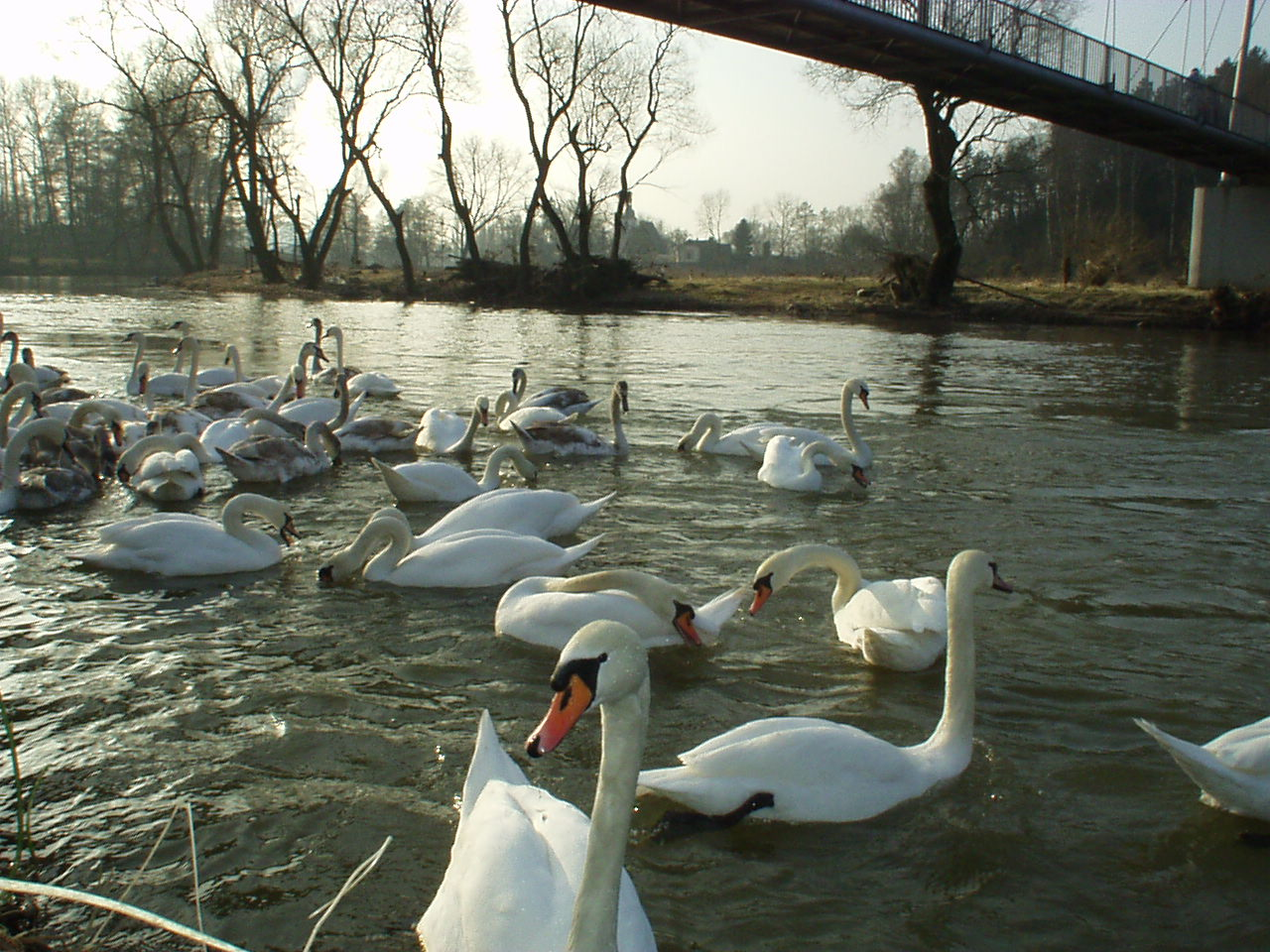
Horní Berounka je zimovištěm vodních ptáků (řkm 136)

Berounka protéká Plzeňskou kotlinou a následně přírodním parkem Horní Berounka (od soutoku s Úslavou, řkm 136, k soutoku s Radnickým potokem, řkm 96,0). Na jeho území se do ní vlévá ještě Klabava (zprava) a vůbec největší přítok (mimo zdrojnic) Střela (zleva). Níže v Křivoklátské vrchovině přijímá zleva Rakovnický potok a dále v Berounské kotlině (přímo v Berouně) zprava Litavku. Pod městem Beroun v Českém krasu vytváří Berounka ve vápencích Karlštejnské vrchoviny kaňon se skalními stěnami. U Lahovic se vlévá do Vltavy. Berounka je řekou se silně kolísavými vodními stavy, téměř celý tok je splavný i pro otevřené sportovní lodě a využívaný ke koupání. Nejnavštěvovanější jsou úseky v CHKO Křivoklátsko a úsek v Českém krasu, zejména Vodácká naučná stezka Berounka.
Závěrečný úsek před soutokem s Vltavou spadá do vzdutí Modřanského jezu a je v něm vybudován Radotínský přístav. Tok řeky v nivě mezi Kazínem a  soutokem s Vltavou procházel mnohými proměnami. Původně řeka tekla přes dnešní Lipence a těsně pod Zbraslaví. Někdy mezi 12.–14. století řeka rozdělila dnešní Horní a Dolní Černošice, zpočátku toto rameno fungovalo jen jako občasný tok při povodních. Roku 1523 je doložen mlýn u Bluku (dnešní Dolní Černošice), tvrz Bluk je doložena od roku 1404. Někdy před 12. století si řeka našla cestu kolem Radotína (doloženo 1115, roku 1158 doložen přívoz u Radotína, za Radotínem však meandrovala směrem ke Zbraslavi (tzv. Šárovo kolo). Pobočné rameno ústící do Vltavy u Lahovic a vytvářející Lahovický ostrov je zaznamenáno již v Müllerově mapě z  1720, toto koryto bylo dále prohloubeno zimní povodní roku 1797 (tzv. lahovická elevace, nakupenina sedimentů vzniklá z tehdejších ledových zátaras). Při povodni v roce 1829 se k Lahovicím přemístil hlavní tok, ten byl roku 1830 uměle stavebně upraven. Pravděpodobně po povodni roku 1845 Berounka rameno u Zbraslavi víceméně opustila, při povodni roku 1872 se staré koryto částečně zaneslo a vzniklo z něj slepé rameno „Krňák“. Roku 1873 byla Vltava v přilehlém úseku zregulována, tím zanikl i Lahovický a Modřanský ostrov.

### Údolí na dolním toku Berounky
Hluboké údolí na dolním toku Berounky zřejmě utvořila v miocénu jiná řeka, která protékala stejným údolím, ale obráceným směrem. Tato, tehdy největší řeka na území dnešních Čech, sbírala vody v oblasti Českomoravské vrchoviny a nejprve sledovala zhruba dnešní tok Sázavy. Poté, co  překřížila jižně od Prahy dnešní údolí Vltavy (které v té době ještě neexistovalo), pokračovala pravděpodobně dnešní Všenorskou branou do prostoru na sever od Brdských hřebenů a přes oblast Českého krasu a Křivoklátska dále na severozápad směrem do severočeských pánví.

### Krajina a zajímavosti podél toku
Po opuštění Plzně protéká Berounka v hlubokém zalesněném kaňonu venkovskou, spoře osídlenou krajinou přírodního parku Horní Berounka. Při řece se nachází řada tvrzišť a zřícenin (Libštejn, Krašov, Týřov aj.). Úsek pod Týřovem je spjat s dílem Oty Pavla, který zde rád pobýval a v domku u řeky při vsi Branov má památník a muzeum. Počínaje Roztoky pod Křivoklátem, kde se k Berounce přimyká železniční trať Beroun–Rakovník, je údolí více civilizováno, přibývá chatových osad a kempů. Po obcích Zbečno, Nižbor a Hýskov následuje okresní město Beroun, kde řeka opouští Křivoklátskou vrchovinu a vstupuje do otevřenější krajiny Českého krasu. Podél tohoto posledního úseku vede frekventovaná železniční trať Praha–Beroun a silnice II/116 (posléze II/115) a jedná se (i díky blízkosti Prahy) o turisticky a rekreačně velmi vytíženou oblast (hrad Karlštejn, letoviska Srbsko, Hlásná Třebaň, Řevnice, Dobřichovice, Všenory, Černošice). Na území Prahy protéká Berounka podél Radotína, je přemostěna estakádou Radotínského mostu a těsně před ústím do Vltavy ještě Strakonickou radiálou (silnice I/4).

### Galerie průběhu toku

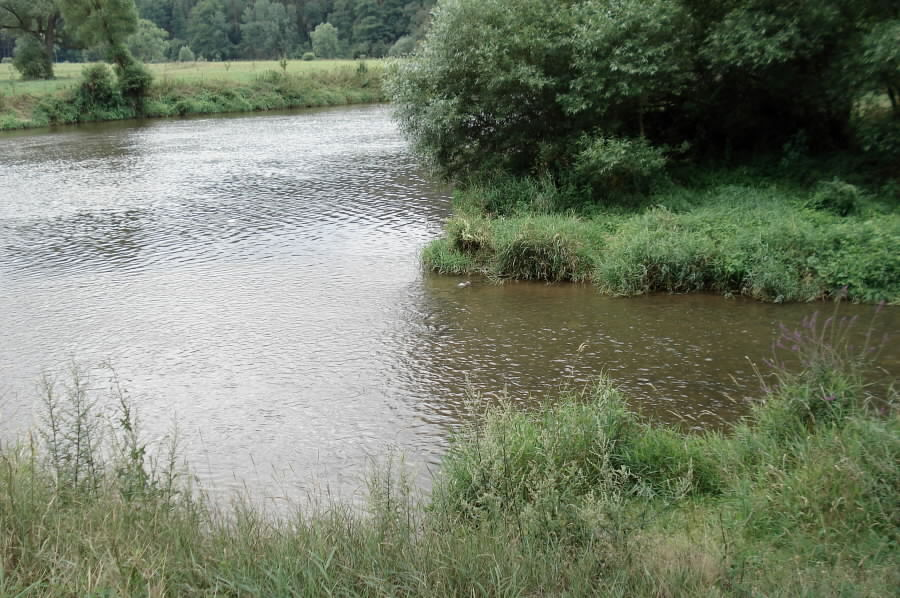
Soutok Střely a Berounky (řkm 103)
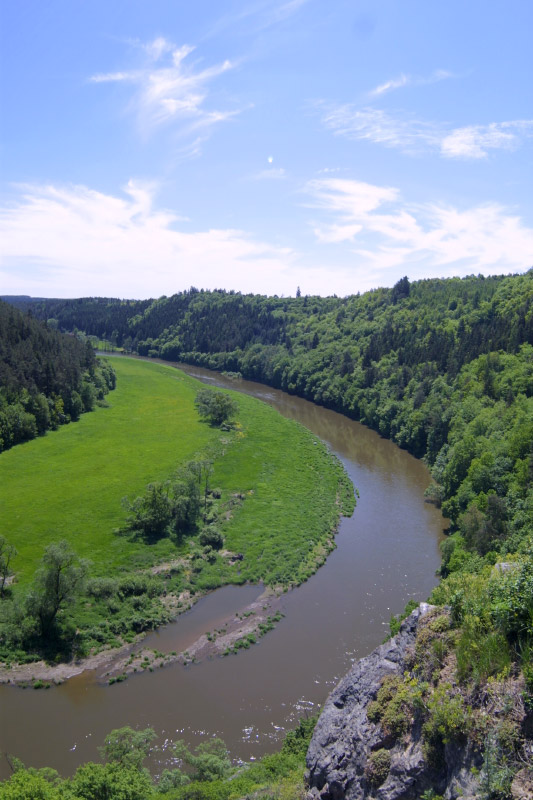
Berounka pod Krašovem (řkm 91)
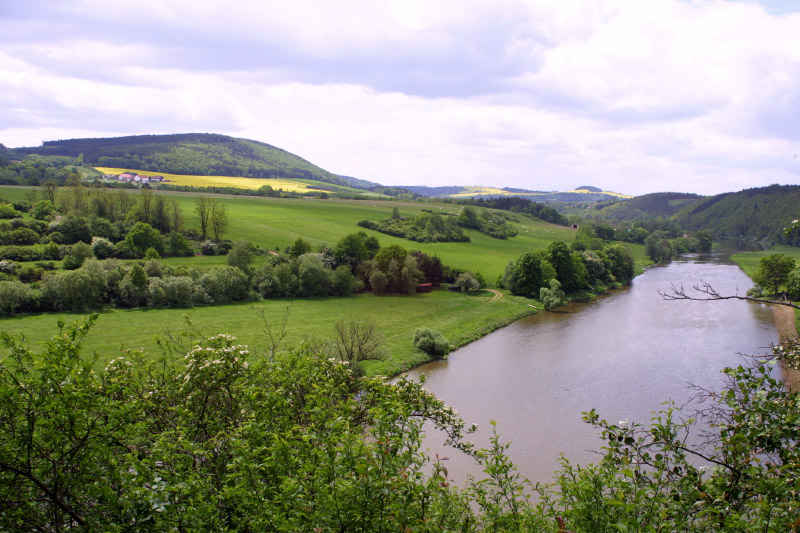
Berounka pod Dubjany (řkm 82)
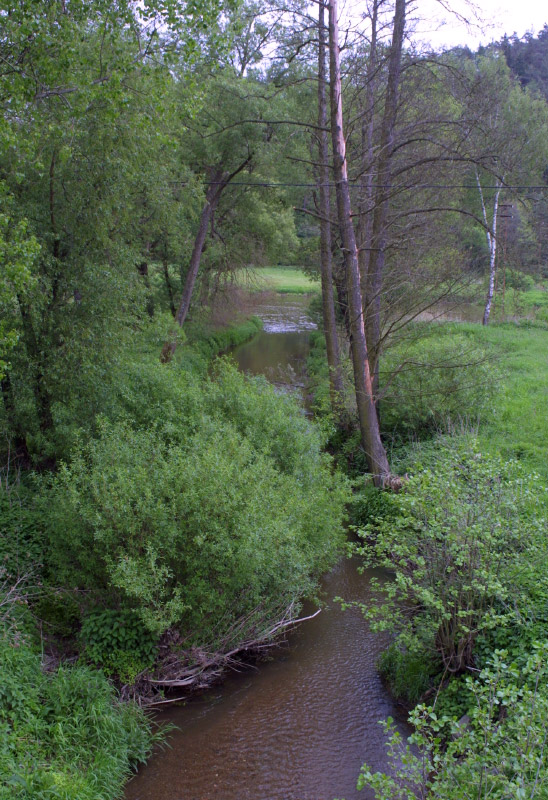
Ústí Javornice do Berounky (řkm 81)
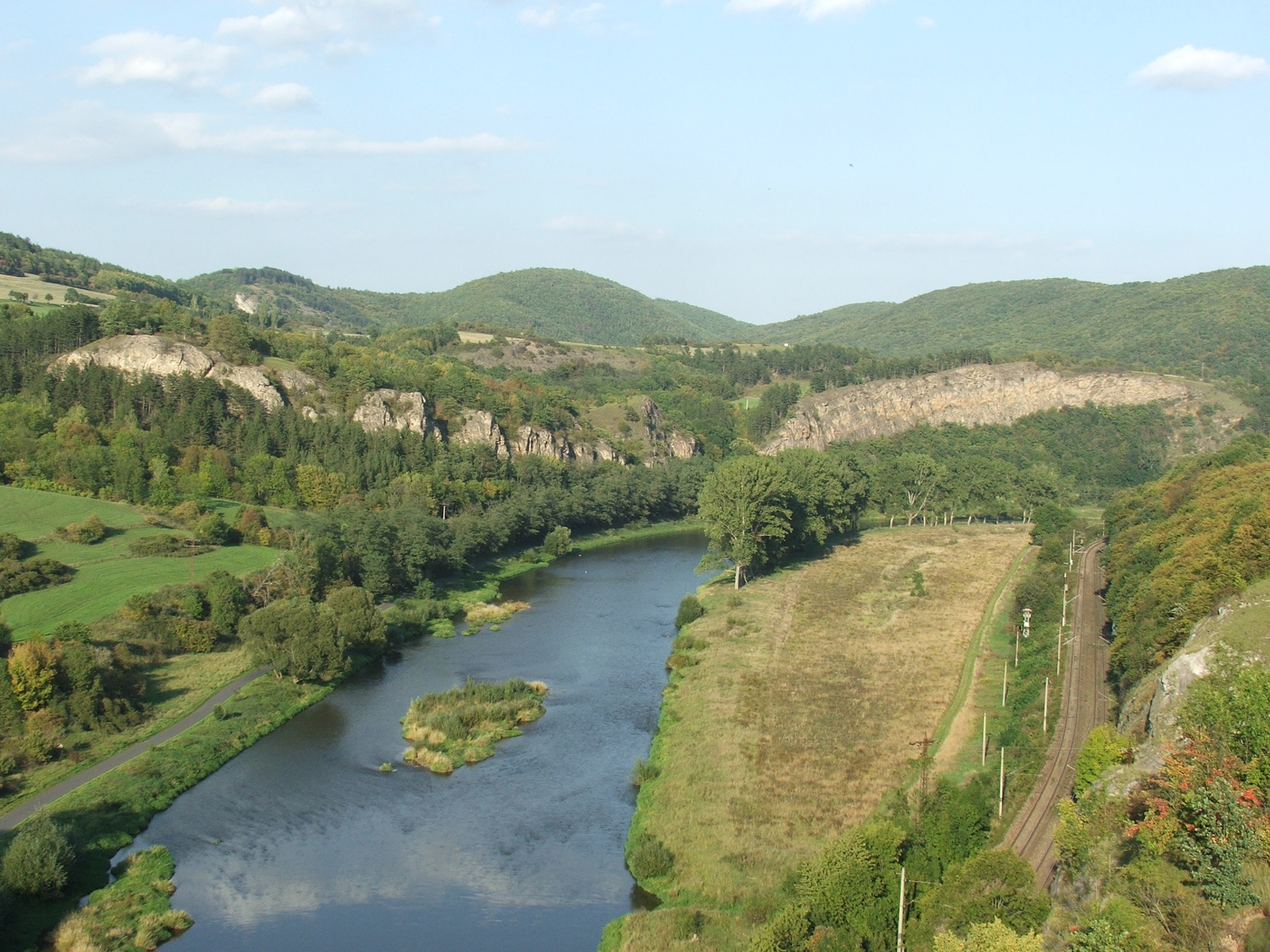
Berounka pod Tetínem (řkm 32)
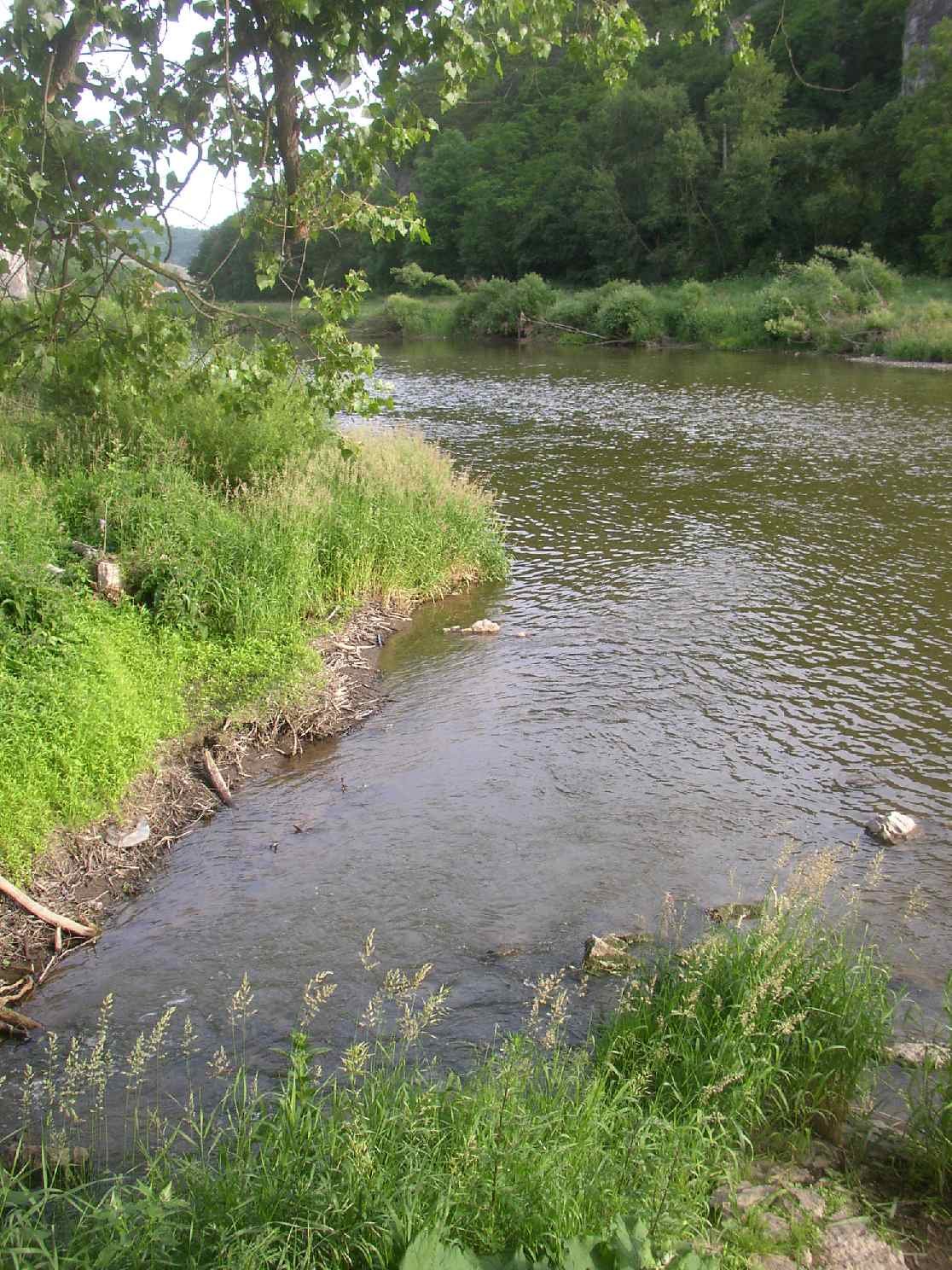
Ústí Kačáku do Berounky (řkm 31)
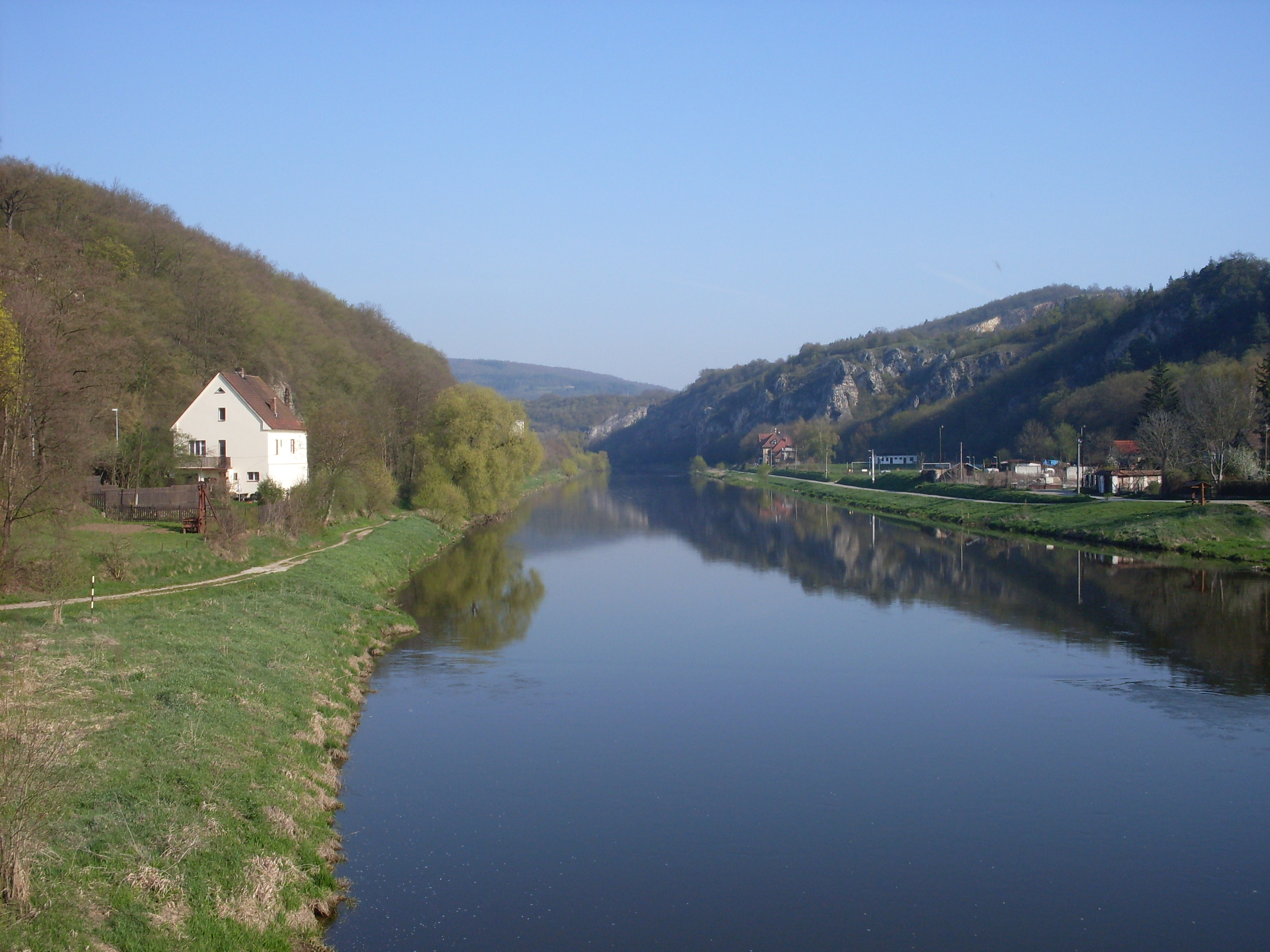
Berounka u Srbska (řkm 29)
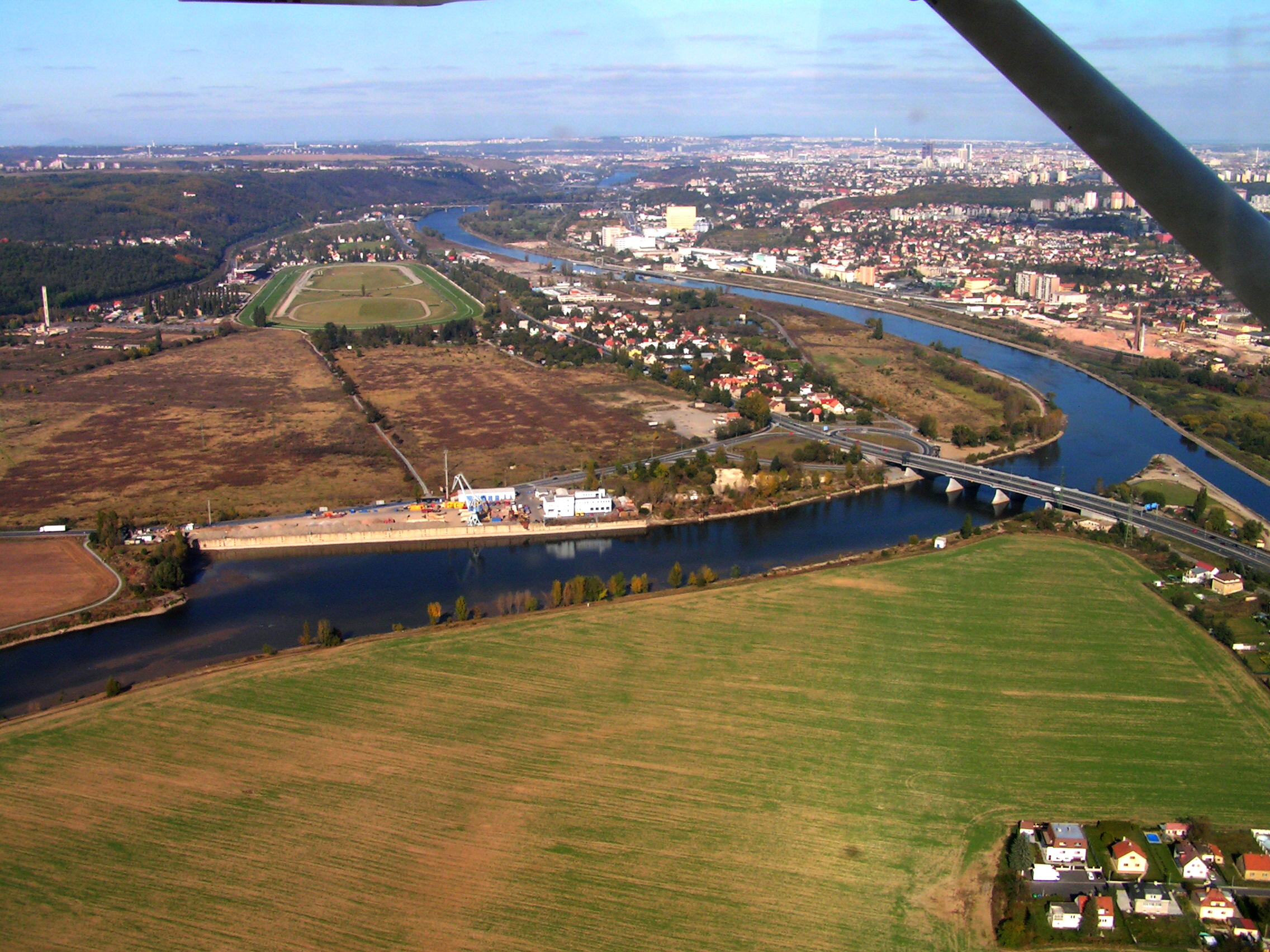
Ústí Berounky do Vltavy (řkm 0)

## Přítoky
levý/pravý, k ústí
- řkm 138,9 oficiální začátek Berounky: Mže (L) / Radbuza (P) (Úhlava se vlévá do Radbuzy ještě nad začátkem Berounky)
- Bolevecký potok (L, kanalizací)
- řkm 136,0 Úslava (P)
- Hrádecký potok (P)
- Drahotínský potok (L)
- řkm 121,7 Klabava (P)
- Točínský potok (L)
- Lužnice (potok) (P)
- Korečný potok (P)
- Dírecký potok (P)
- Darovský potok (L)
- Malá Radná (P)
- Velká Radná (P)
- řkm 111,2 Třemošná (L)
- Olešenský potok (P)
- řkm 102,7 Střela (L)
- Rožský potok (L)
- řkm 96,0 Radnický potok (P)
- Brodeslavský potok (L)
- Všehrdský potok (Černíkovský) (L)
- Radubice (P)
- Dolanský potok (L)
- Seč (P)
- Chříčský potok (L)
- Lubná (P)
- Podmokelský potok (P)
- řkm 81,3 Javornice (L)
- Modřejovický potok (L)
- Slabecký potok (L)
- řkm 77,4 Zbirožský potok (P)
- Skryjský potok (P)
- řkm 74,0 Úpořský potok (P)
- řkm 68,7 Tyterský potok (L)
- Klučná (P)
- řkm 62,4 Rakovnický potok (L)
- Štíhlice (L)
- řkm 53,7 Klíčava (L)
- Žloukava (P)
- Vůznice (L)
- Habrový potok (P)
- Žlubinecký potok (L)
- řkm 34,3 Litavka (P)
- Loděnice (L)
- Bubovický potok (L)
- Budňanský potok (L)
- Karlický potok (L)
- Všenorský potok (P)
- Švarcava (L)
- řkm 3,8 Radotínský potok (L)

## Vodní režim
Hlásné profily:
| místo     | říční km | plocha povodí | průměrný průtok | stoletá voda |
| --------- | -------- | ------------- | --------------- | ------------ |
| Bílá Hora | 136,90   | 4 016,55 km²  | 20,0 m³/s       | 790 m³/s     |
| Liblín    | 101,30   | 6 454,88 km²  | 30,1 m³/s       | 1 270 m³/s   |
| Zbečno    | 53,40    | 7 518,96 km²  | 32,8 m³/s       | 1 440 m³/s   |
| Beroun    | 34,20    | 8 284,70 km²  | 35,6 m³/s       | 1 560 m³/s   |

## Jezy

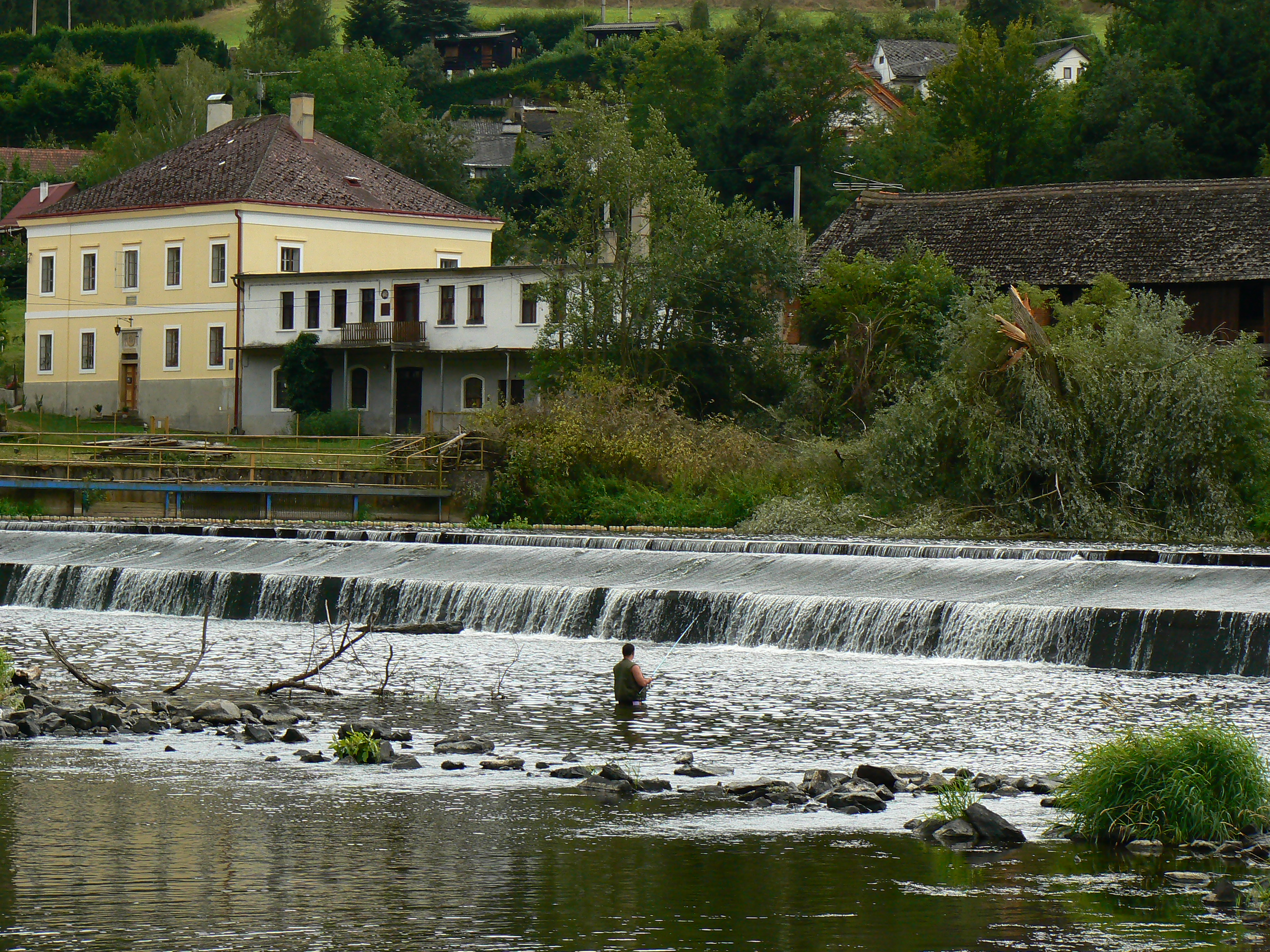
Jez na Berounce

- řkm 134,4 jez v Plzni u papíren, náhon vpravo
- řkm 128,8 jez Bukovec, propust vpravo
- řkm 125,0 poškozený jez, vlevo Dolanský mlýn
- řkm 119,9 jez u Telína (provalený)
- řkm 118,9 jez Valentovský mlýn (u Nadryb)
- řkm 115,2 jez Darová
- řkm 111,2 jez Kaceřovský mlýn (jez poškozený)
- řkm 108,9 jez Žíkovský mlýn, Čívice
- řkm 105,5 jez Libštejnský mlýn, Robčice
- řkm 101,4 jez Liblín
- řkm 100,3 jez Liblínský mlýn (poškozený)
- řkm 93,3 jez Krašovský mlýn, Bohy
- řkm 87,9 jez Lejskův mlýn
- řkm 81,8 jez Zvíkovec
- řkm 80,6 jez Kočkův mlýn
- řkm 77,4 jez pod Čilou, nad Zbirožským potokem
- řkm 66,8 jez Nezabudický mlýn
- řkm 63,1 jez Roztoky (dlouhý náhon vede souběžně po pravé straně kolem celých Roztok)

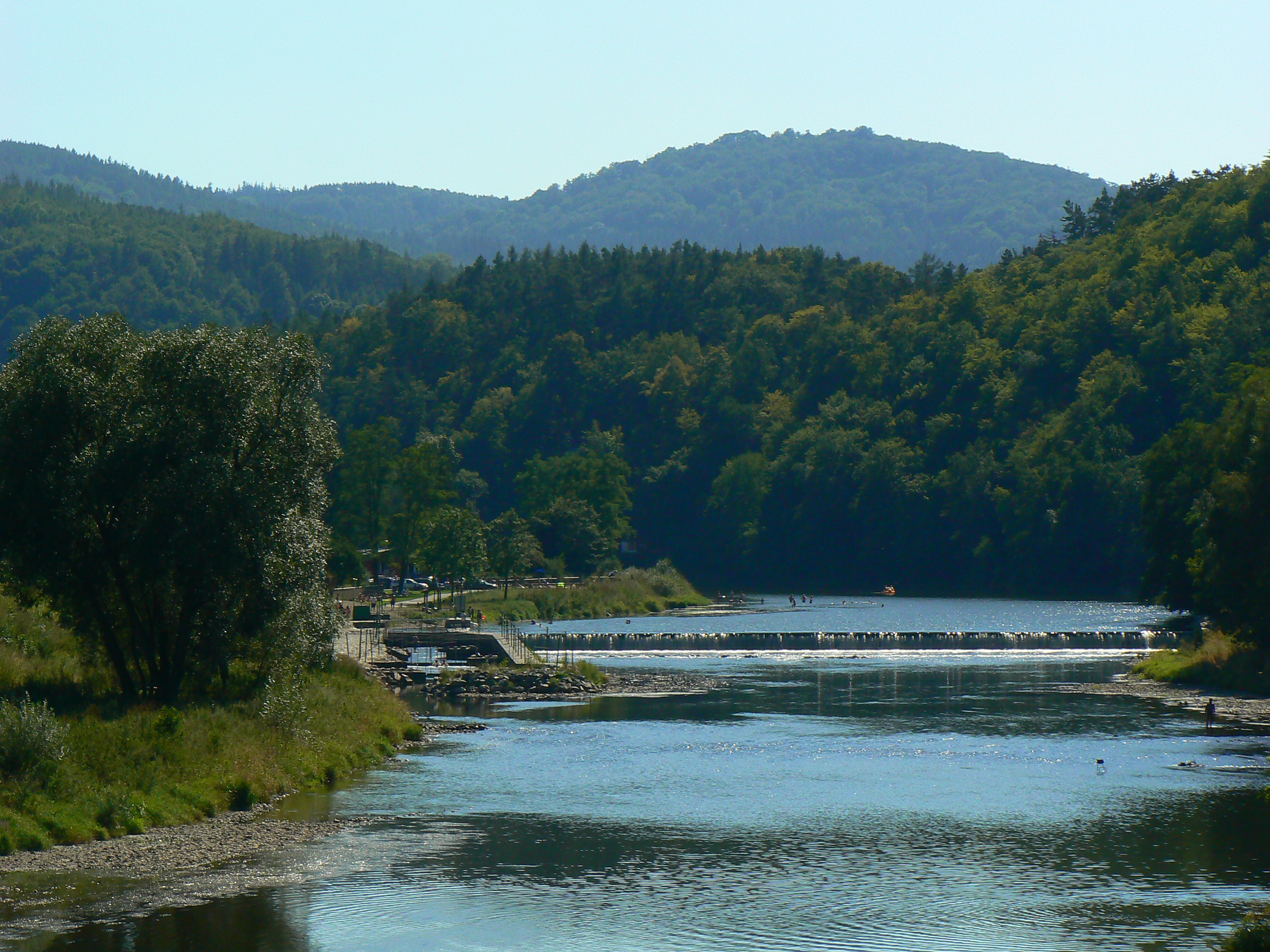
Jez Roztoky.

- řkm 51,0 jez Valentův mlýn, (poblíž Tábořiště U Jezu Račice)
- řkm 42,9 jez Nižbor
- řkm 39,6 jez Hýskov
- řkm 35,4 jez Beroun, náhon ústí do Litavky
- jez na berounském náhonu
- druhý jez na berounském náhonu (podélný)
- řkm 24,3 jez Klučice – Hlásná Třebaň
- řkm 21,6 jez Zadní Třebaň
- řkm 19,5 jez Řevnice
- řkm 16,0 jez Dobřichovice
- řkm 11,8 jez Mokropsy
- řkm 8,3 jez Černošice (Blukský mlýn)
- řkm 2,5 počátek vzdutí Modřanského jezu na Vltavě

## Mosty a lávky

### Plzeň
- řkm 137,0 železniční most na trati 160 u stanice Plzeň-Bílá Hora
- řkm 137,0 silniční most na silnici II/231 (Jateční ulice)
- řkm 136,3 most spojující objekty čističky
- řkm 135,2 pěší lávka Doubravka – Bílá Hora
- řkm 133,0 pěší lávka k papírnám

### Pod Plzní

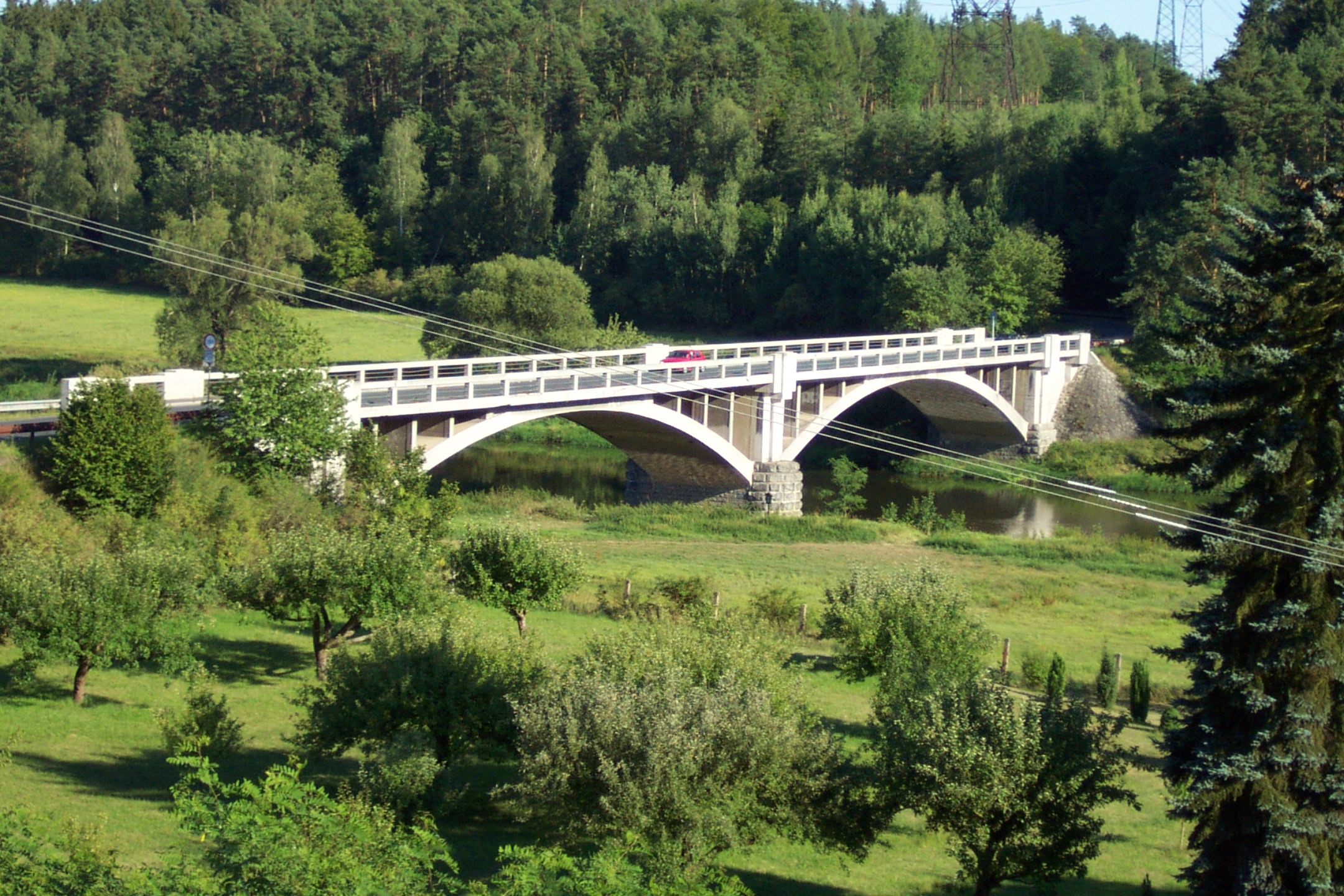
Dolanský most

- řkm 124,8 Dolanský most, silnice II/180 (Chrást – Třemošná)
- (řkm 118,0 přívoz Nadryby)
- (řkm 114,3 přívoz Darová)
- řkm 101,3 most v Liblíně, silnice II/232 (v roce 1998 byl v rekonstrukci)
- řkm 81,6 most ve Zvíkovci, silnice II/233
- řkm 75,1 most u Skryjí (silnice III. třídy Skryje – Týřovice)
- (řkm 67,5 přívoz Branov-Luh – Nezabudice)
- řkm 62,6 silniční most v Roztokách u Křivoklátu silnice II/236
- řkm 62,4 železniční most v Roztokách, Trať 174
- řkm 53,4 silniční Masarykův most Zbečno
- řkm 52,7 silniční most od nádraží Zbečno ke kamenolomu
- řkm 47,2 železniční most Žloukovice, Trať 174
- řkm 43,2 silniční most Nižbor
- řkm 41,4 pěší lávka Stradonice – Krupka

### Beroun

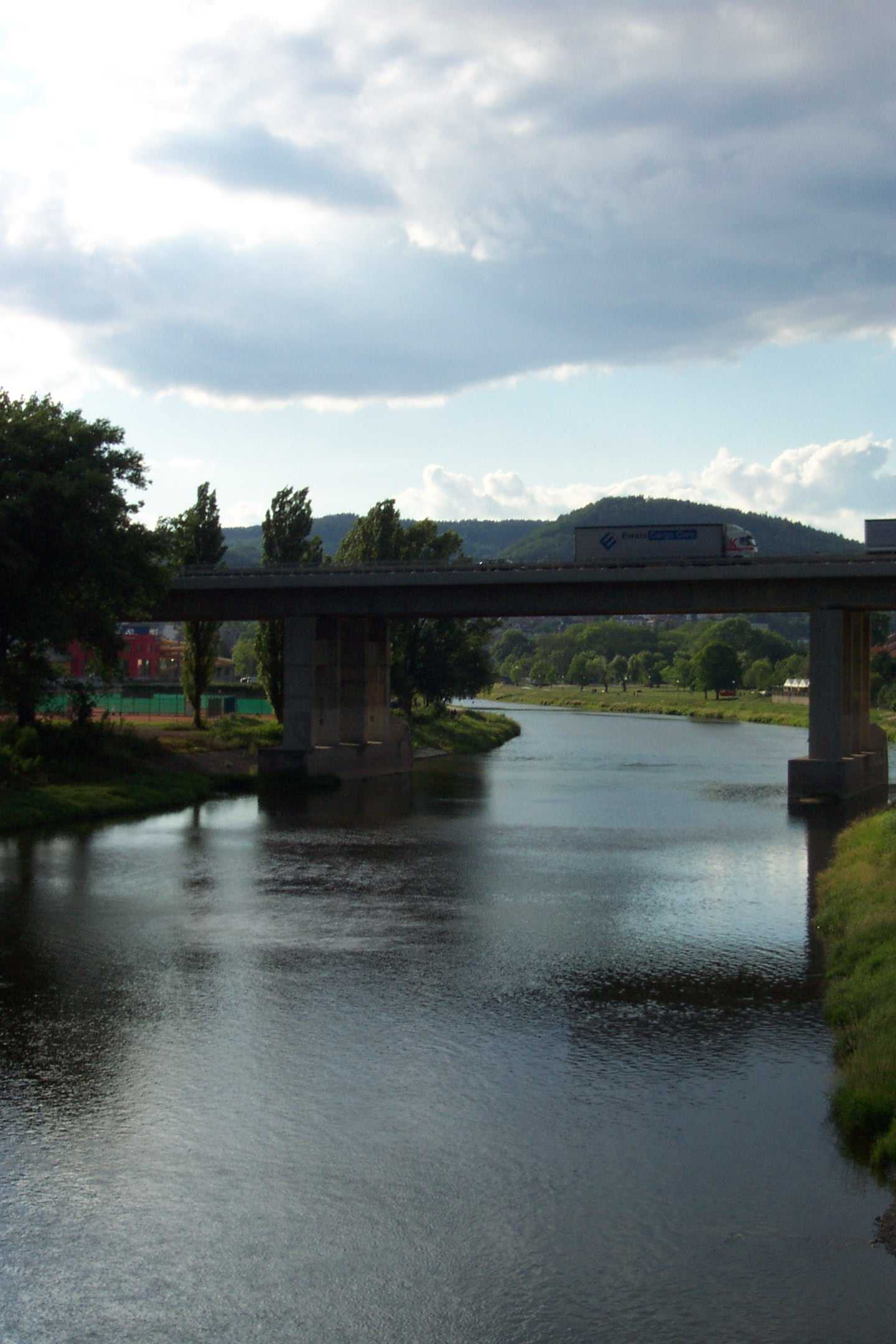
Dálniční most v Berouně.

- řkm 35,2 silnice II/605 (ul. Politických vězňů – Pražská)
- řkm 34,9 lávka v Berouně (Václavské náměstí – ostrov)
- mosty na Berounském náhonu:
  - lávka u jezu
  - most na ul. Politických vězňů (sil. II/605)
  - most navazující na ul. V Pražské bráně
  - most navazující na ul. Na Parkáně
  - lávka za nemocnicí
- řkm 34,4 most dálnice D5 přes Berounku a Litavku
- řkm 34,2 železniční most, tratě 173 a 174 (Beroun – Beroun-Závodí)

### Pod Berounem
- řkm 29,2 silniční lávka Srbsko
- řkm 25,3 silniční most Karlštejn
- řkm 22,0 lávka Zadní Třebaň – Hlásná Třebaň
- (U Mlýna, most přes náhon v Zadní Třebani)
- řkm 19,5 most Řevnice (Palackého náměstí – Rovina)
- (Ke mlýnu, most přes náhon v Řevnicích)
- řkm 18,1 silniční most Řevnice – Lety, silnice II/115, ul. Pražská
- řkm 15,8 silniční most Dobřichovice
- řkm 15,2 lávka prof. Karla Lewita - Dobřichovice (k nádraží)
- řkm 11,8 železniční most Mokropsy, s chodníkem a trasou pro cyklisty, Trať 171
- (řkm 10,0 přívoz Kazín – Dolní Mokropsy)
- řkm 8,3 lávka Horní Černošice – Dolní Černošice (cca do roku 1950 doložen přívoz)
- řkm 3,8 Radotínská lávka (cca do roku 1950 doložen přívoz)
- Radotínský most (dálnice D0 – Pražský okruh)
- řkm 0,5 Lahovický most, Strakonická ulice, prodl. silnice I/4
- most přes Krňov, ulice U Národní galerie, přes rameno Krňov (do roku 1868 hlavní tok Berounky)

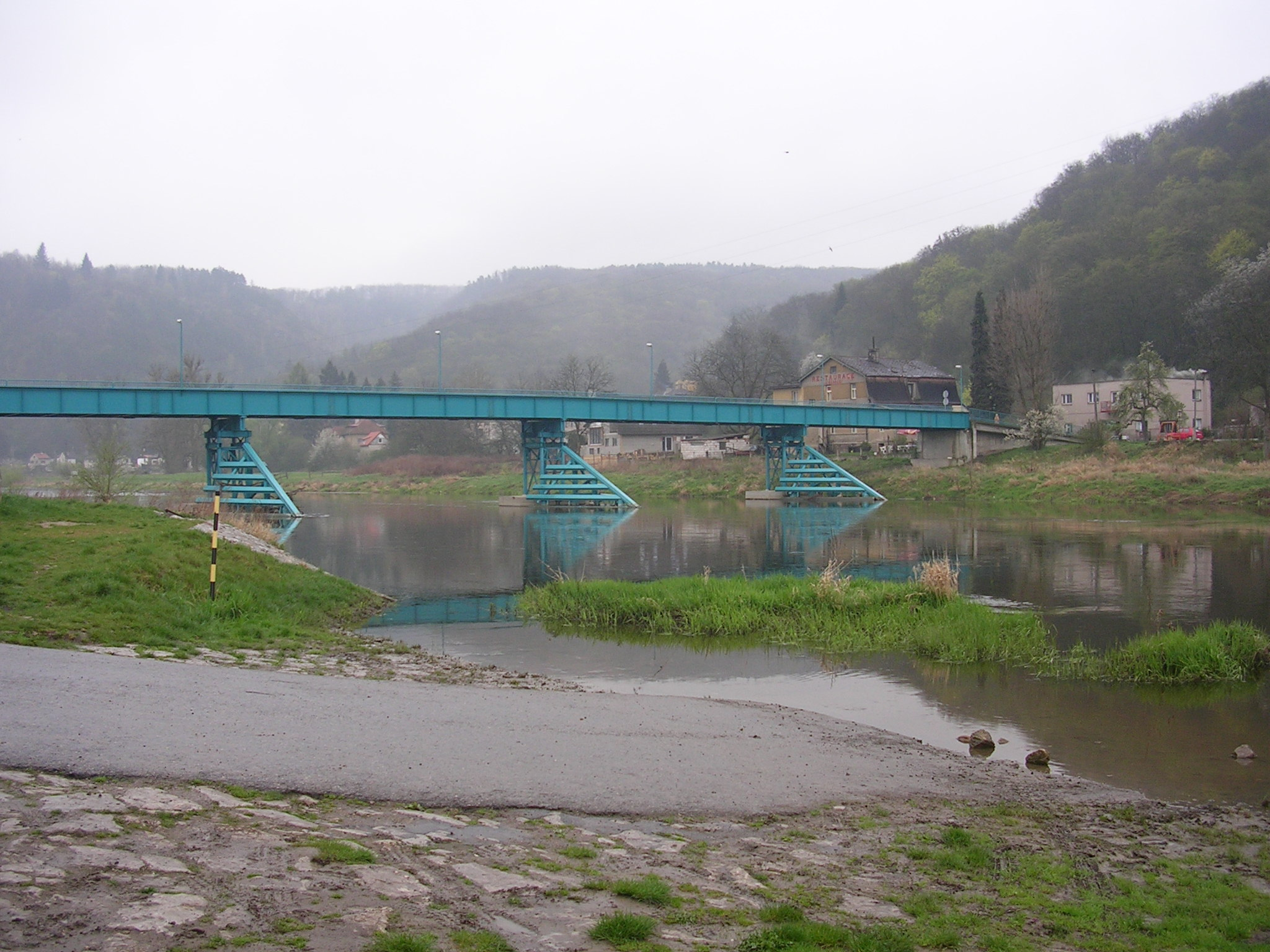
Lávka v Srbsku
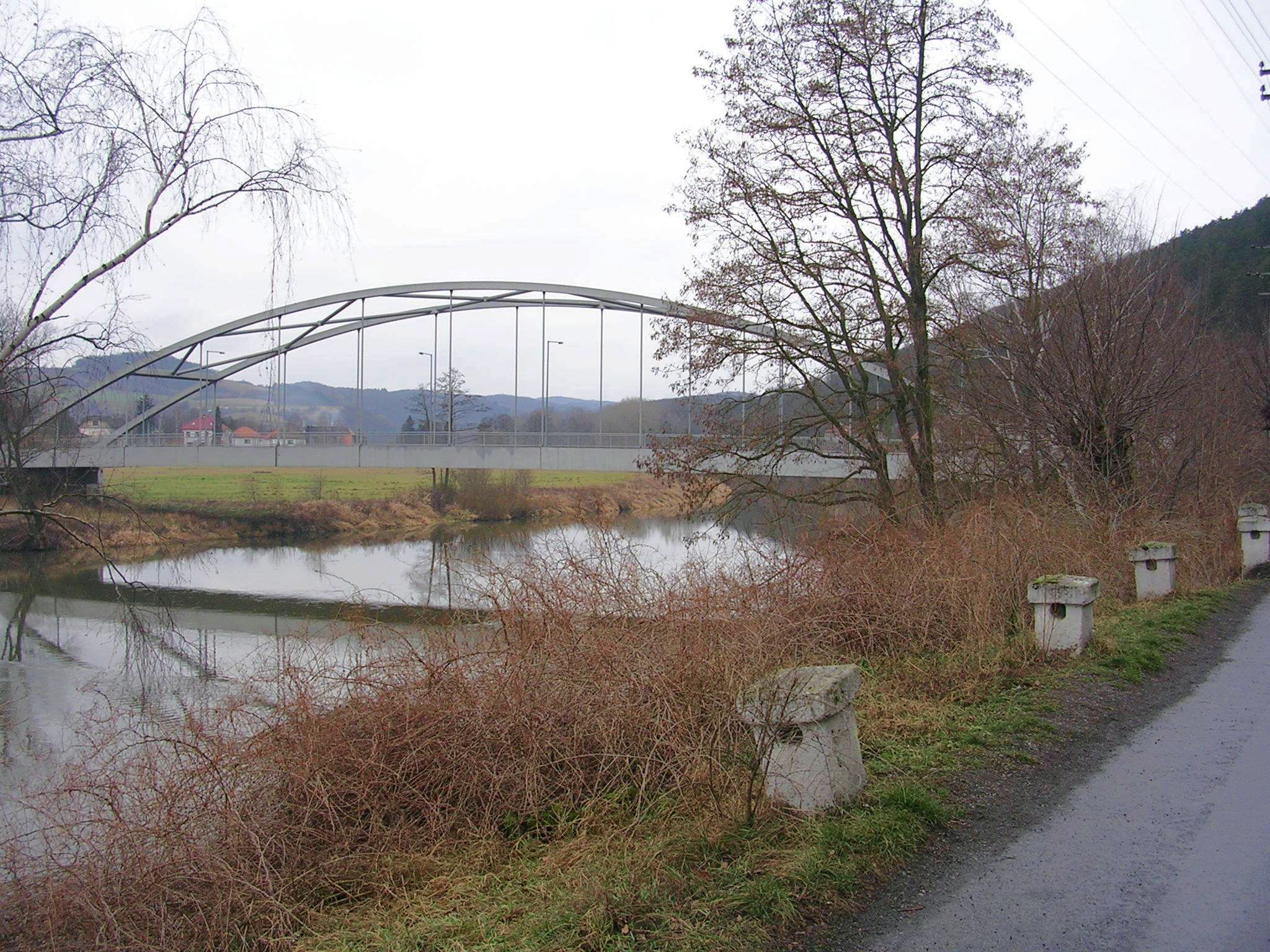
Most v Karlštejně
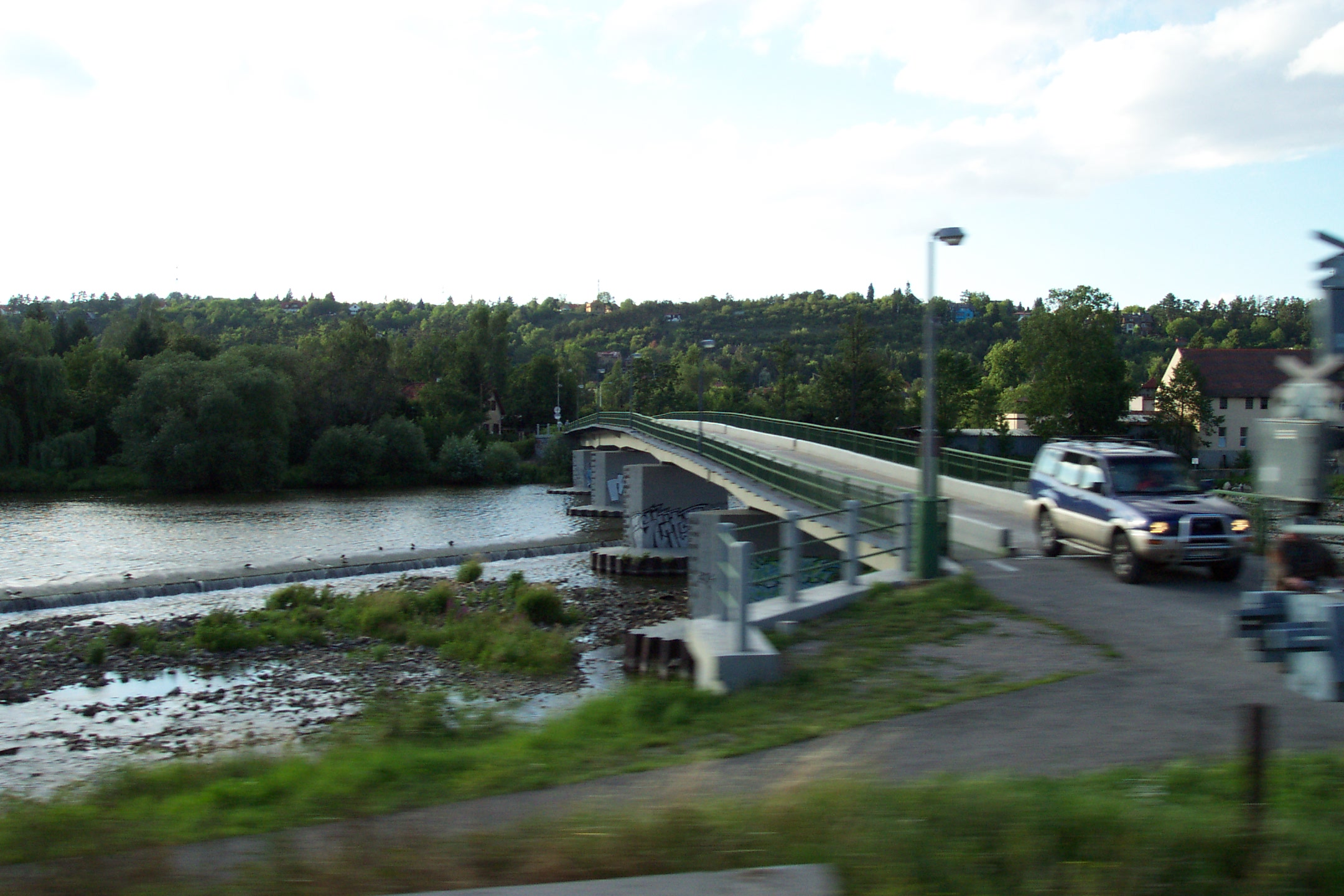
Most v Řevnicích
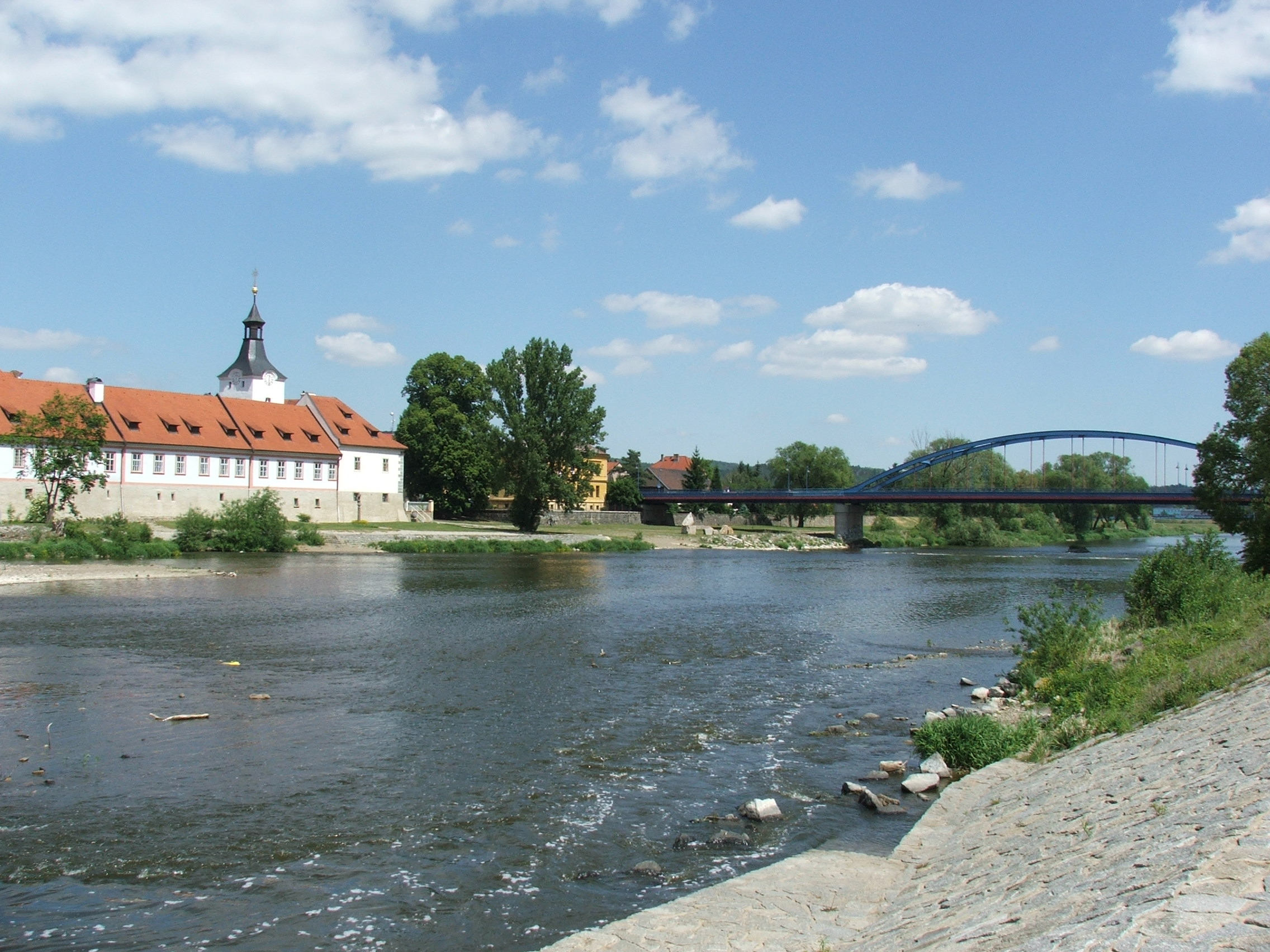
Most v Dobřichovicích
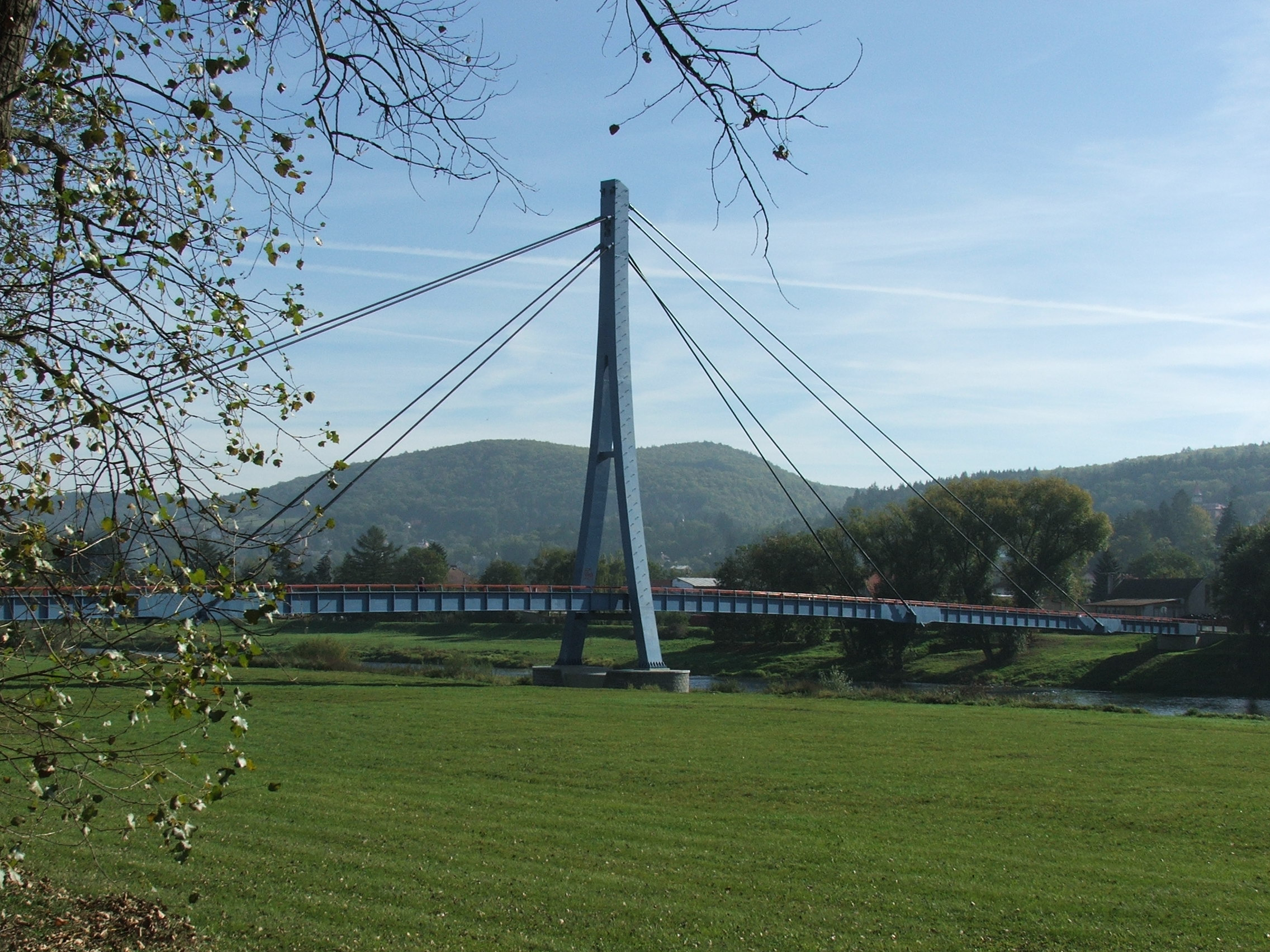
Lávka v Dobřichovicích
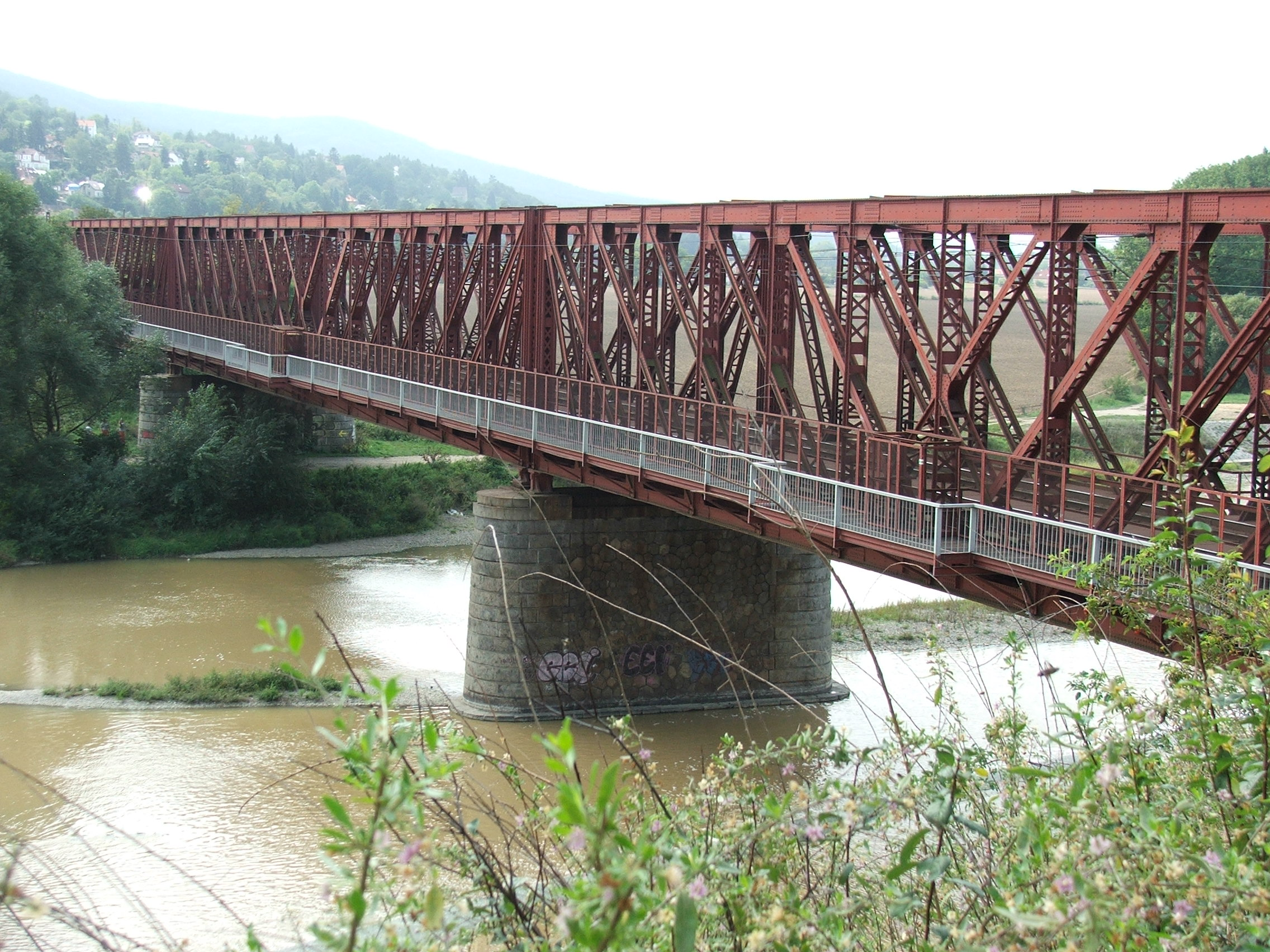
Železniční most v Mokropsech
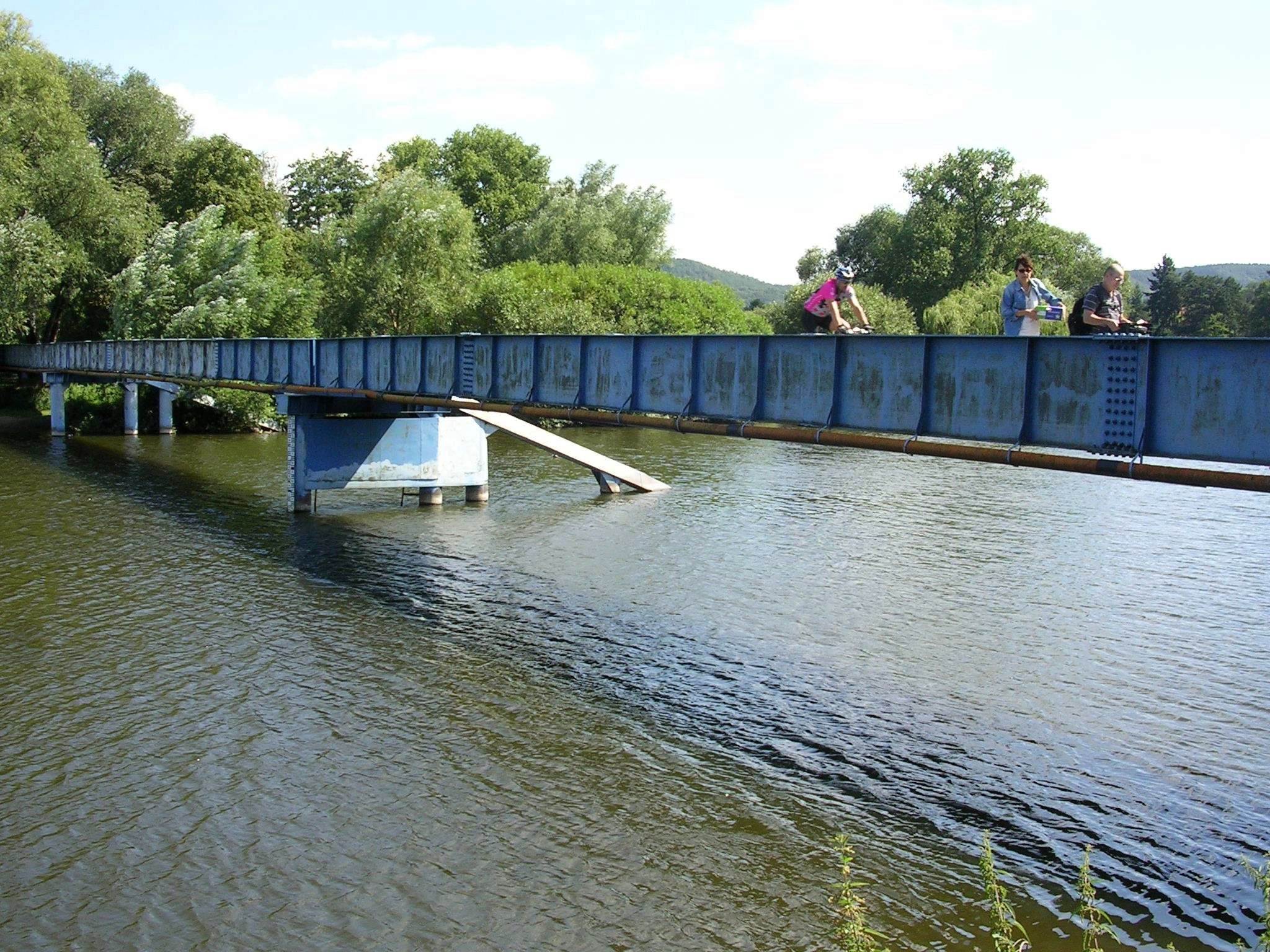
Lávka v Černošicích

## Vodácká tábořiště
- Dolanský most
- Rybárna
- Butov
- Skryje
- Roztoky u Křivoklátu
- Zbečno
- Tábořiště U Jezu Račice
- Žloukovice
- Nižbor
- Beroun
- Srbsko
- Karlštejn
- Zadní Třebaň

## Další informace
- Na Berounce byl k roku 2020 zaznamenán výskyt bobra evropského, kam se rozšířil po reintrodukci z Bavorska přes Český les (v Praze odhadem 100 jedinců).[10]